# ユニオンソース
ユニオンソース株式会社は、栃木県日光市に本社を置いていた日本のソースメーカーである。創業の地は東京都内の独立系メーカーであったが、2000年代にオタフクソースの傘下入りし、オタフクホールディングスの完全子会社となった。
オタフクソースやお多福醸造、お好みフーズなどとともに「お多福グループ」を構成していた。。
2021年4月1日、オタフクソースに吸収合併され解散、旧本社はオタフクソース日光工場となり、ユニオンはオタフクソース株式会社の商品ブランドとして継続する。

## 概要

### 創業と地場資本同士の企業統合
1949年（昭和24年）12月、創業者の井草政吉（いぐさ・まさきち）が、東京都台東区で青星ソース株式会社として設立したのが始まりである。青星は「あおぼし」と読み、当時の製品ラベルには青い星マークと「AOBOSHI」ロゴが印字されていた。東京下町発祥のソースとして月島のもんじゃ焼き店で最も多く使用されており、とんかつ店や洋食店など昔ながらの飲食店でも愛用されてきた。
1957年（昭和32年）3月、東京都板橋区坂下2丁目9番7号に板橋工場を建設して設備増強を行い、本社も板橋工場の敷地内へ移転した。
ソース業界の企業合同の第1号として企業体質の強化などを目的に、1968年（昭和43年）3月1日に大町茂夫の率いる大町ソース株式会社と藤原松太郎の率いる株式会社藤原商店を合併して青星大町ソース株式会社に社名変更、翌1969年（昭和44年）にはユニオン食品株式会社など8社を合併して現社名のユニオンソース株式会社となったという、合併を繰り返した歴史を持つ企業である。社名は合併の際にトラブルが生じないよう、一番小規模であったユニオン食品から採って「ユニオンソース」とした。
一般家庭へのテレビ普及に伴い、1970年（昭和45年）よりテレビCMを開始。当時『肝っ玉かあさん』『ありがとう』などで母親役を演じて人気を集めていた女優の京塚昌子をCMキャラクターに起用した。
昭和の時代は長らく板橋区に本社を置き、板橋工場での生産を続けてきたが、1991年（平成3年）12月、栃木県今市市（現：日光市）に日光工場が完成、マヨネーズ・ケチャップ専用工場として稼働を開始した。
2004年（平成16年）には板橋本社工場の売却と、日光工場内にソース専用の新建屋を建設して移転することが決定し、同年末に日光工場新社屋が完成。翌2005年（平成17年）1月に日光新工場を稼働開始するとともに、板橋工場を閉鎖し、本社を東京都文京区へ移転した。

### お多福グループとの経営統合
2005年（平成17年）4月にはオタフクソース株式会社（旧法人。現・オタフクホールディングス株式会社）との業務・資本提携に踏み切り、オタフクソースが当社株式の51%を取得。オタフクソースの子会社となり、オタフクソースのブランド力や商品開発力・販売力を活用して事業の拡大を目指すことになった。
翌2006年（平成18年）にはこの業務・資本提携の一環として、オタフクソースの販路を用いて特級ウスターソース・特級中濃ソース・特級とんかつソースの発売に踏み切るなど、同社との業務面での関係を深めている。
2009年（平成21年）10月1日、持株会社のお多福グループ株式会社（旧オタフクソースを商号変更。2014年にオタフクホールディングスに再度商号変更）を活用した再編に伴い、（新）オタフクソースやお多福醸造等と共に持株会社「お多福グループ」の子会社となったため、オタフクソースの子会社ではなく兄弟会社という位置付けに変更された。
この再編に伴い、グループ内での効率化の観点から、業務用ウスターソースなどの生産がオタフクソースから当社へ移管されたため、2010年（平成22年）9月期のソース類の生産量は前期比19%増と大幅に増加することになった。これに対応するため、翌2011年（平成23年）5月には日光工場の増床工事を完成させた。
2012年（平成24年）7月には、本社を東京都文京区から日光工場へ移転。同時に、営業部を東京都江東区木場5丁目6番11号のオタフク東京本部ビルへ移転した。奇しくもオタフクグループ入り後に本社が東京脱出したと同時に、事業所（営業部）は青星ソース創業の地である東京下町へ帰ってきたことになる。なお、木場駅近くにあるオタフク東京ビルには、オタフクソース東日本支社が運営する「Wood Place 東京おこのみスタジオ」があり、お好み焼きの普及活動を行っている。施設名「Wood Place」は木場の地名に由来する。

## 沿革
- 1949年（昭和24年）12月 - 青星ソース株式会社として台東区で創業[1]。
- 1957年（昭和32年）3月 - 板橋工場完成を機に、本社・工場を板橋区に移転[1]。
- 1968年（昭和43年）3月1日 - 大町ソース株式会社ら2社を合併し、青星大町ソース株式会社に社名変更[1]。
- 1969年（昭和44年）1月 - ユニオン食品株式会社ら8社を合併し、ユニオンソース株式会社に社名変更[1]。
- 1970年（昭和45年） - 京塚昌子を起用し、スポットでCMを流す。
- 1991年（平成3年）12月 - 今市市（現：日光市）にマヨネーズとケチャップの製造工場完成[1]。
- 2005年（平成17年）
  - 1月 - 本社を現在地に移転[1]。生産拠点を日光工場へ集約し、ソース専用工場棟完成[1]。板橋工場を閉鎖[1]。
  - 4月 - オタフクソース株式会社と業務資本提携[1]。
- 2006年（平成18年） - オタフクソースがユニオンソース特級ウスター・中濃・とんかつソースを発売[12]。
- 2009年（平成21年）10月1日 - 持株会社化に伴い「お多福グループ」の子会社となる[13]。
- 2010年（平成22年）9月期 - 業務用ウスターソースなどの生産をオタフクソースから当社へ移管[14]。
- 2011年（平成23年）12月 - 日光工場の増床工事が完成[1]。
- 2012年（平成24年）7月 - 本社を日光工場内へ移転[1]。営業部はオタフク東京本部ビルへ移転[1]。
- 2017年（平成29年）4月 - ロゴマークを変更[1]。
- 2021年（令和3年）3月 - オタフクソース株式会社と合併。

## 事業所
本社・工場
栃木県日光市木和田島3109
営業部
東京都江東区木場5-6-11 オタフク東京本部ビル

## シンボルマーク
当社のシンボルマークは「ペンギン」 。南極探検隊が持参していた調味料がユニオンソースだったことから、そのエピソードをもとに、南極大陸に生息するコウテイペンギンがシンボルとして制定された。

## 主な商品
一般消費者向けの商品、業務用商品・OEM商品のほか、無添加食品・自然派食品に力を入れてきたこともあり、生活協同組合と共同開発したプライベートブランド商品なども製造していた。
1975年（昭和50年）から東都生活協同組合（本部：東京都世田谷区船橋5丁目28-6）と取引開始、1981年（昭和56年）2月に東都生協、東京南部生活協同組合（現：東都生協）、東京生活協同組合（現：コープみらい）と合同で、カラメル色素を使用しない「無着色ソース」を開発。
- 特級ソース 匠の多段仕込み（ウスター・中濃・とんかつソース）[12][19]
- 酵素の力で生ソース（ウスター・中濃ソース）[20]
- 卵を使わない自然派仕立てのベジタブルネーズ（鶏卵不使用マヨネーズ、食物アレルギー対応製品）[21]
- あらごし完熟ケチャップ（ガラス瓶入り）[22]
- 生協向けソース（中濃・とんかつソース）[18]
- 業務用ソース・焼肉のたれ（大容量）[23]
- 各種レストラン向け特注ソース、ほか